# Lucille Younge
Lucille Younge (ou Lucille Young) (née à Corunna, Michigan, le 6 mars 1883, et morte à Los Angeles, le 2 août 1934) est une actrice américaine.

## Filmographie
1910 : 
- Le Vicaire de Wakefield de Theodore Marston

1911 :
- Over the Hills
- The Wife's Awakening
- The Rose's Story
- The Brothers
- The Battle of the Wills
- Behind the Times de Thomas H. Ince
- Through the Air de Thomas H. Ince
- The Piece of String
- The Last Appeal de Thomas H. Ince
- The Temptress
- La Lettre écarlate (en)

1912 :
- The Strange Story of Elsie Mason
- A Timely Repentance
- Through the Flames de Thomas H. Ince
- The Kid and the Sleuth de Thomas H. Ince

1913 :
- Hilda of the Mountains
- In the End
- The Trail of the Lonesome Mine
- Good-for-Nothing Jack
- Hearts and Crosses
- The Poet and the Soldier
- The Cheyenne Massacre
- The Wayward Son

1914 :
- Atonement
- The Portrait of Anita

1915 :
- The Artist's Wife
- The Spell of the Poppy de Tod Browning
- The Woman from Warren's de Tod Browning

1916 :
- Heiress at Coffee Dan's
- The Better Man
- Les Vieux (The Old Folks at Home) de Chester Withey
- A Man's Hardest Fight
- Sweet Kitty Bellairs de James Young
- The Invisible Enemy
- The Flying Torpedo de John B. O'Brien
- Daphne and the Pirate de Christy Cabanne

1917 :
- The Soul of Satan
- Whose Wife?
- The Topsy Turvy Twins
- High Play

1918 :
- Fuss and Feathers
- Une fleur dans les ruines (The Greatest Thing in Life) de D. W. Griffith
- Rose o' Paradise
- The Devil's Wheel

1919 :
- The Virtuous Thief de Fred Niblo
- Fighting for Gold

1920 :
- The Terror
- The False Road de Fred Niblo
- The Daredevil

1925 :
- Quicker'n Lightnin' de Richard Thorpe

1930 :
- Lightnin' de Henry King